# Struplock

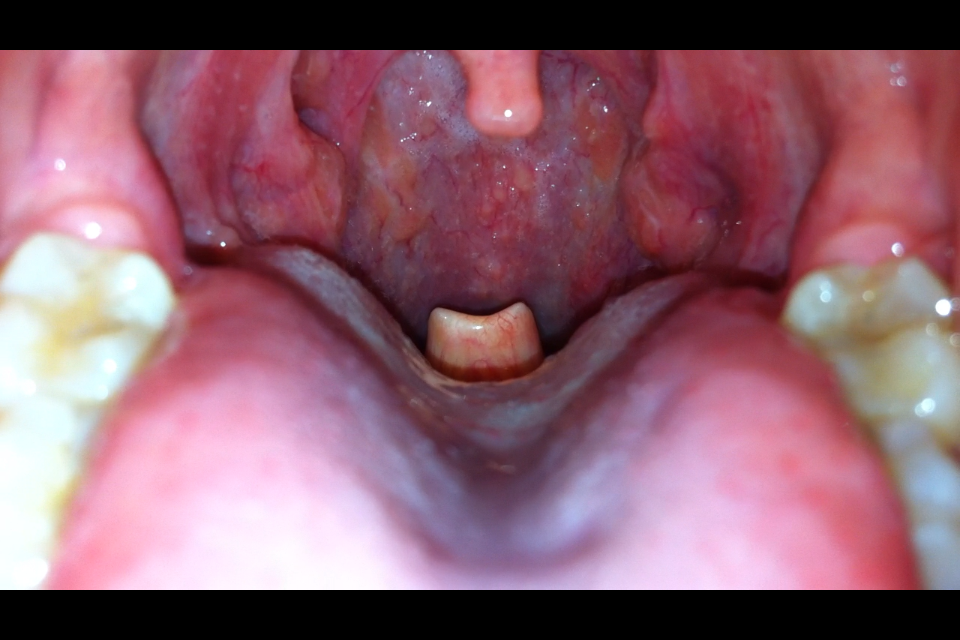
Struplocket i svalget.

Struplocket eller epiglottis är en tunn broskflik täckt av en slemhinna som skyddar röstspringan. Vanligtvis är denna uppfälld, men vid sväljning fälls struplocket ner så att vätskor och föda inte kan komma ner i luftstrupen (trachea) utan passerar ner i matstrupen (esofagus). Struplocket är ett av de tre stora brosksegment som bildar struphuvudet (larynx); det är dessutom ett av få strukturer i människokroppen som har en elastisk broskvävnad.

### Webbkällor
- ”Struplock”. Svensk MeSH. Karolinska Institutet. https://mesh.kib.ki.se/term/D004825/epiglottis. Läst 3 oktober 2020.